# Bertrambois
Bertrambois é uma comuna francesa na região administrativa de Grande Leste, no departamento de Meurthe-et-Moselle. Estende-se por uma área de 18,46 km². Em 2010 a comuna tinha 317 habitantes (densidade: 17,2 hab./km²).